# Philippe Gaudrillet
Philippe Gaudrillet (* 23. Juli 1936 in Châtenay-Malabry) ist ein ehemaliger französischer Radrennfahrer und nationaler Meister im Radsport.

## Sportliche Laufbahn
Gaudrillet war im Bahnradsport und im Straßenradsport aktiv. 1957 gewann er die nationale Meisterschaft in der Einerverfolgung der Amateure vor Guy Claud und die Militärmeisterschaft in dieser Disziplin. 1958 und 1960 gewann er den Verfolgertitel erneut. 1957 holte er auch den Titel in der Mannschaftsverfolgung. Mit ihm gewannen Jean Graczyk, Jean-Claude Lecante und André Le Dissez den Titel. 1957 wurde er Vize-Meister. 1958 gewann er mit Lahaye, Claude Fuggi und Jean-Claude Lecante.
1960 wurde er Berufsfahrer, nachdem er die Saison 1959 als Unabhängiger bestritten hatte. Bei den Bahnradsport-Weltmeisterschaften 1958 gewann er die Silbermedaille in der Einerverfolgung der Amateure hinter Norman Sheil.
Auf der Straße gewann Gaudrillet Paris–Arras und das Eintagesrennen Paris–Briare 1958. Im Grand Prix de l’Humanité war er 1955 erfolgreich. Das Etappenrennen A Travers les Hauts de France gewann er 1958. Bei den Profis fuhr er 1961 die Tour de France und schied aus. 